# Péron
Péron és un municipi francès situat al departament de l'Ain i a la regió d'Alvèrnia-Roine-Alps. L'any 2007 tenia 1.905 habitants.

## Demografia

### Població
El 2007 la població de fet de Péron era de 1.905 persones. Hi havia 745 famílies de les quals 215 eren unipersonals (120 homes vivint sols i 95 dones vivint soles), 182 parelles sense fills, 294 parelles amb fills i 54 famílies monoparentals amb fills.
La població ha evolucionat segons el següent gràfic:
Habitants censats

### Habitatges
El 2007 hi havia 891 habitatges, 771 eren l'habitatge principal de la família, 75 eren segones residències i 46 estaven desocupats. 626 eren cases i 252 eren apartaments. Dels 771 habitatges principals, 578 estaven ocupats pels seus propietaris, 172 estaven llogats i ocupats pels llogaters i 22 estaven cedits a títol gratuït; 12 tenien una cambra, 63 en tenien dues, 106 en tenien tres, 166 en tenien quatre i 423 en tenien cinc o més. 688 habitatges disposaven pel capbaix d'una plaça de pàrquing. A 296 habitatges hi havia un automòbil i a 436 n'hi havia dos o més.

### Piràmide de població
La piràmide de població per edats i sexe el 2009 era:
| Homes | Edats   | Dones |
| ----- | ------- | ----- |
| 0     | 95 o +  | 4     |
| 0     | 90 a 94 | 0     |
| 4     | 85 a 89 | 4     |
| 4     | 80 a 84 | 12    |
| 8     | 75 a 79 | 16    |
| 20    | 70 a 74 | 12    |
| 28    | 65 a 69 | 28    |
| 28    | 60 a 64 | 24    |
| 32    | 55 a 59 | 28    |
| 56    | 50 a 54 | 48    |
| 68    | 45 a 49 | 44    |
| 64    | 40 a 44 | 60    |
| 124   | 35 a 39 | 96    |
| 92    | 30 a 34 | 92    |
| 32    | 25 a 29 | 56    |
| 28    | 20 a 24 | 40    |
| 56    | 15 a 19 | 16    |
| 56    | 10 a 14 | 48    |
| 72    | 5 a 9   | 72    |
| 56    | 0 a 4   | 56    |

## Economia
El 2007 la població en edat de treballar era de 1.296 persones, 1.022 eren actives i 274 eren inactives. De les 1.022 persones actives 960 estaven ocupades (534 homes i 426 dones) i 62 estaven aturades (28 homes i 34 dones). De les 274 persones inactives 48 estaven jubilades, 80 estaven estudiant i 146 estaven classificades com a «altres inactius».

### Ingressos
El 2009 a Péron hi havia 717 unitats fiscals que integraven 1.860,5 persones, la mediana anual d'ingressos fiscals per persona era de 26.124 €.

### Activitats econòmiques
Dels 60 establiments que hi havia el 2007, 1 era d'una empresa extractiva, 1 d'una empresa alimentària, 2 d'empreses de fabricació d'altres productes industrials, 14 d'empreses de construcció, 12 d'empreses de comerç i reparació d'automòbils, 2 d'empreses de transport, 4 d'empreses d'hostatgeria i restauració, 1 d'una empresa financera, 2 d'empreses immobiliàries, 11 d'empreses de serveis, 4 d'entitats de l'administració pública i 6 d'empreses classificades com a «altres activitats de serveis».
Dels 22 establiments de servei als particulars que hi havia el 2009, 1 era una oficina de correu, 5 tallers de reparació d'automòbils i de material agrícola, 2 paletes, 2 guixaires pintors, 4 fusteries, 2 lampisteries, 1 electricista, 1 empresa de construcció, 1 perruqueria, 1 restaurant, 1 agència immobiliària i 1 saló de bellesa.
Dels 4 establiments comercials que hi havia el 2009, 1 era un hipermercat, 1 un supermercat, 1 una botiga de menys de 120 m² i 1 una botiga de mobles.
L'any 2000 a Péron hi havia 21 explotacions agrícoles que ocupaven un total de 637 hectàrees.

## Equipaments sanitaris i escolars
El 2009 hi havia una escola elemental.

## Poblacions més properes
El següent diagrama mostra les poblacions més properes.